# Christiane Yao
Christiane Yao, née en 1978, est une athlète ivoirienne. 

## Biographie
Christiane Yao est médaillée d'argent du relais 4 × 100 mètres aux Championnats d'Afrique d'athlétisme 2002 à Radès.
Elle est sacrée championne de Côte d'Ivoire du 400 mètres haies en 1996, 1999 et 2002 et du saut en longueur en 1997 et en 1999.